# Ricardo Nugent
Ricardo Nugent López-Chávez (Lima, 15 de marzo de 1926 - ib., 23 de marzo del 2020) fue un abogado peruano. Fue presidente y magistrado del Tribunal Constitucional del Perú, ejerciendo dichos cargos en los lapsos 1996-1997 y 1996-2002.

## Biografía
Nació en la ciudad de Lima, el 15 de marzo de 1926. Hijo de Guillermo Nugent Avilés y Caridad López-Chávez Dávila.
Ingresó a la Facultad de Derecho de la Universidad Nacional Mayor de San Marcos, en donde se graduó como abogado en el año 1951 y luego como doctor en Derecho en 1961. Fue profesor de la Universidad Nacional Mayor de San Marcos y de la Universidad de San Martín de Porres, donde en esta última fue rector.
Se casó con Esther Hoefken Molinari con quien tuvo tres hijos; Ricardo, Elizabeth y Alberto. Años después se casó con María Olga Valverde Reccio.

### Carrera judicial
Fue designado vocal de la Corte Suprema del Perú en el año 1969 mediante Decreto-Ley N.º 18061 y juró al cargo el día 26 de diciembre del mismo año. De 1970 a 1974 fue vocal de la 2.ª Sala Civil.
El 10 de enero de 1975 fue reelegido por el Consejo Nacional de Justicia y confirmado como vocal titular de la Corte Suprema de Justicia mediante Decreto-Ley N.º 21 074 del 21 de enero de 1975. Ese mismo año se desempeñó como presidente de la Primera Sala Civil de la Corte Suprema.
Fue elegido presidente de la Corte Suprema de Justicia en 1976 y presidente de la Comisión de Reforma Judicial.
Desde 1977 a 1980 ejerció el cargo de presidente de la Primera Sala Civil de la Corte Suprema y fue ratificado por el Senado de la República según Resolución Senatorial N.º 1096 del 2 de octubre de 1990.
Fue presidente del Jurado Nacional de Elecciones en los años 1995 a 1996.

### Tribunal Constitucional
El 15 de junio de 1996, Ricardo Nugent fue elegido por el Congreso de la República como magistrado del Tribunal Constitucional del Perú con 97 votos a favor, 2 en contra y 13 abstenciones. Posteriormente ese mismo año Nugent fue elegido como presidente del Tribunal Constitucional de 1996 a 1997 y continuó como magistrado hasta el año 2002.
El 30 de mayo de 1997, Nugent renunció de manera irrevocable a la presidencia del Tribunal Constitucional, luego de la destitución de los magistrado Manuel Aguirre Roca, Guillermo Rey Terry y Delia Revoredo por parte del Congreso de la República por su oposición al proyecto de Alberto Fujimori para ser reelegido por segunda vez como presidente de la república.
Nugent colaboró con los miembros de la oposición al régimen fujimorista, hasta su caída en el año 2000.
En el año 2010, Ricardo Nugent fue condecorado por el Congreso de la República a través de César Zumaeta como presidente del parlamento.

## Fallecimiento
El 23 de marzo del 2020, Ricardo Nugent falleció a los 94 años en la ciudad de Lima.

## Publicaciones
- 2006. Estudios de derecho del trabajo y de la seguridad social (Lima: Fondo Editorial USMP)[6]

## Reconocimientos
- Orden El Sol del Perú en el grado de Gran Cruz
- Orden al Mérito por Servicios Distinguidos en el grado de Gran Oficial (1963)
- Condecoración Nacional Primer Centenario del 2 de mayo de 1866, Insignia de Plata (1966)
- Gran Cruz de la Justicia Peruana (1975)
- Medalla de Honor del Congreso de la República del Perú en el grado de Gran Cruz
- Medalla del Bicentenario, Colegio de Abogados de Lima
- Profesor Honorario:
  - Universidad Nacional de Trujillo
  - Universidad Nacional de San Antonio Abad del Cusco
  - Universidad Nacional San Luis Gonzaga